# Киваир

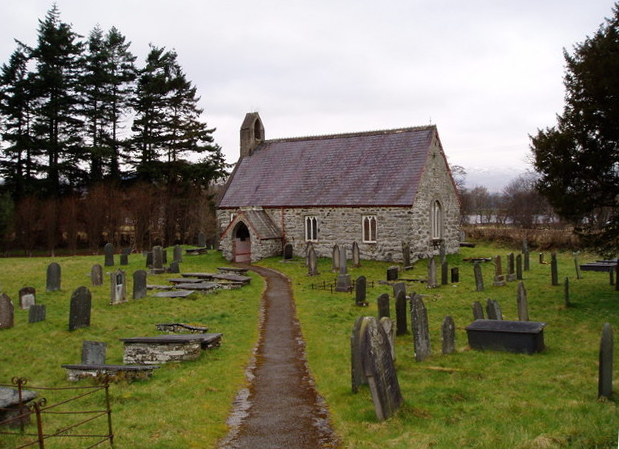
Храм св. Киваир, Ланговер

Киваир (Cywair, Cowayr, род. ок. 455 года) — святая королева Пеннинская. День памяти — 14 июля.
Святая Киваир, королева Пеннинская, была женой Артуиса ап Мора, матерью св. Пабо Опоры Британии. Она считается покровительницей местечка Ланговер в Уэльсе, где имеется храм, носящий её имя, и чудотворный источник, покровительницей которого она также почитается.